# Nick Hawkins (musicus)
Nick Hawkins (Luton, 3 februari 1965 – Las Vegas (Nevada), 10 oktober 2005) was een Britse gitarist.

## Carrière
Hawkins speelde onder meer in drie verschillende bezettingen van de postpunk-formatie Big Audio Dynamite van voormalig The Clash-gitarist Mick Jones, van 1990 tot 1997. Met de band genoot Hawkins even succes met de single "Rush" en het album The Globe. Hawkins had een eigen platenlabel, P-Phonic Records.

## Overlijden
Hawkins overleed op 40-jarige leeftijd aan de gevolgen van een hartaanval.